# Emil Leeb

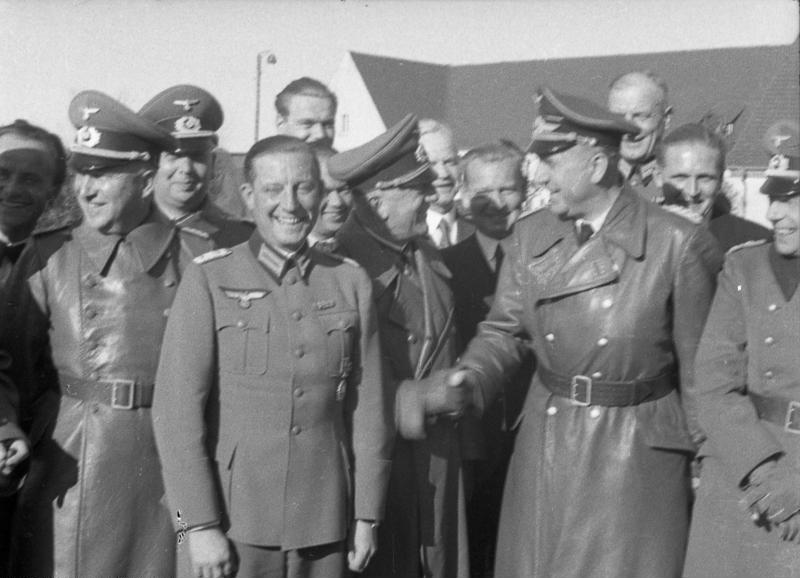
Emil Leeb, Bildmitte, März 1941, mit Fritz Todt

Emil Leeb (* 17. Juni 1881 in Passau; † 8. September 1969 in München) war ein deutscher General der Artillerie und Leiter des Heereswaffenamtes im Zweiten Weltkrieg.

## Leben

### Familie
Leeb war der Sohn des bayerischen Majors Adolf Leeb (1844–1929). Der spätere Generalfeldmarschall Wilhelm Ritter von Leeb (1876–1956) war sein älterer Bruder.
Er heiratete 1905 Gertrud Schmid, mit der Leeb vier Kinder hatte.

### Militärkarriere
Leeb trat am 7. Juli 1901 aus dem Kadettenkorps kommend als Fähnrich in das 4. Feldartillerie-Regiment „König“ der Bayerischen Armee ein. Dort wurde er 1903 zum Leutnant befördert und ab 1909 als Abteilungsadjutant verwendet. Von 1911 bis 1914 absolvierte Leeb die Kriegsakademie, die ihm die Qualifikation für den Militär-Eisenbahndienst, die Höhere Adjutantur und das Lehrfach (Festungskrieg) aussprach.
Zu Beginn des Ersten Weltkriegs kam Leeb als Adjutant des 1. Feldartillerie-Regiments „Prinzregent Luitpold“ ins Feld und nahm an den Kämpfen in Lothringen und Frankreich teil. 1915 folgte seine Versetzung als Zweiter Adjutant in den Stab der 10. Infanterie-Division. Bei Ende des Krieges war Leeb als Hauptmann Erster Generalstabsoffizier der 2. Division. Für seine Leistungen hatte man ihn mit dem Militärverdienstorden IV. Klasse mit Schwertern, beiden Klassen des Eisernen Kreuzes sowie dem Österreichischen Militärverdienstkreuz III. Klasse mit Kriegsdekoration ausgezeichnet.
Er wurde in die Vorläufige Reichswehr übernommen und 1919 als Hilfsoffizier im Reichswehrministerium verwendet. Mit der Bildung der eigentlichen Reichswehr folgte seine Versetzung in das 7. (Bayerisches) Artillerie-Regiment. Innerhalb der Reichswehr stieg Leeb weiter auf, wurde 1925 Major sowie 1929 Kommandeur der II. Abteilung seines Regiments und schließlich 1931 Kommandeur der 7. (Bayerische) Fahr-Abteilung. Am 1. Oktober 1932 folgte seine Beförderung zum Oberst. Als solcher war er von 1933 bis zu seiner Ernennung zum Kommandeur der 15. Division in Frankfurt am Main am 1. April 1935 als Leiter des Beschaffungswesens beim Heereswaffenamt tätig.
Am 1. Juli 1935 wurde Leeb zum Generalmajor und am 1. August 1937 zum Generalleutnant befördert. Mit dem XI. Armeekorps, das er seit 1. April 1939 als Kommandierender General befehligte, zog Leeb, im Rahmen der 10. Armee bei der Heeresgruppe Süd, bei den Überfall auf Polen. Nach dem Freitod von Karl Becker wurde er am 16. April 1940 Chef des Heereswaffenamtes, das er bis zum 1. Februar 1945 leitete. Daneben beteiligte er sich an der Arbeitsgemeinschaft Blitzableiter, einer Tarnbezeichnung für die Entwicklung von Biowaffen. Er gehörte auch zum Aufsichtsrat der Reichswerke AG für Waffen- und Maschinenbau Hermann Göring.
1957 gehörte Leeb zu den Gründern der Deutschen Gesellschaft für Wehrtechnik, eines Lobbyverbandes der Rüstungsindustrie. Emil Leeb starb 1969 in München und wurde nach Waidring/Tirol überführt.

## Schriften
- Aus der Rüstung des Dritten Reiches. (Das Heereswaffenamt 1938–1945). Ein authentischer Bericht des letzten Chefs des Heereswaffenamtes. Mittler Verlag, Frankfurt am Main 1958. (Wehrtechnische Monatshefte Beihefte 4, ZDB-ID 525225-8).